# Buoni o cattivi (programma televisivo)
Buoni o cattivi è stato un programma televisivo italiano di genere talk show e rotocalco, andato in onda in prima serata su Italia 1 per quattro puntate dal 7 al 28 settembre 2021 con la conduzione di Veronica Gentili.

## Il programma
Ogni puntata era monotematica ed era stata composta da un docu-film, realizzato ad hoc, concernente il tema della puntata in questione, intervallato da un'intervista fatta dalla conduttrice ad un ospite scelto in base all'argomento della puntata. Le interviste sono state realizzate all'interno di una cupola di vetro e acciaio, la Lanterna, realizzata da Massimiliano Fuksas e situata a Roma.
Il programma è stato condotto da Veronica Gentili, scritto dalla stessa conduttrice con la collaborazione di Dimasi, Robertini, Fioravanti, Mosca, Petruccioli, Scalia e Kociu, ai quali si sono aggiunti, in occasione dell'ultimo episodio, Chicco Sfondrini, Stella Rege e Silvia Speziali.

## Edizioni
| Edizione | Anno | Conduzione       | Periodo          | Periodo           | Puntate | Regia              |
| Edizione | Anno | Conduzione       | Inizio           | Fine              | Puntate | Regia              |
| -------- | ---- | ---------------- | ---------------- | ----------------- | ------- | ------------------ |
| 1ª       | 2021 | Veronica Gentili | 7 settembre 2021 | 28 settembre 2021 | 4       | Roberto Burchielli |

## Puntate e ascolti

### Prima edizione (2021)
La prima edizione di Buoni o cattivi è andata in onda ogni martedì in prima serata su Italia 1 dal 7 al 28 settembre 2021 per quattro puntate con la conduzione di Veronica Gentili.
| Puntata | Messa in onda     | Titolo della puntata | Ascolti        | Ascolti | Ospiti         |
| Puntata | Messa in onda     | Titolo della puntata | Telespettatori | Share   | Ospiti         |
| ------- | ----------------- | -------------------- | -------------- | ------- | -------------- |
| 1       | 7 settembre 2021  | L'odio di strada     | 774 000        | 4,60%   | Emis Killa     |
| 2       | 14 settembre 2021 | Rosa sangue          | 553 000        | 3,00%   | Diletta Leotta |
| 3       | 21 settembre 2021 | Loro di Napoli       | 813 000        | 4,30%   | Clementino     |
| 4       | 28 settembre 2021 | FANatici             | 438 000        | 2,80%   | Marcell Jacobs |
| Media   | Media             | Media                | 795 000        | 4,20%   |                |

## Audience
| Edizione | Rete televisiva | Anno | Stagione       | Programmazione | Programmazione | Programmazione | Programmazione | Programmazione | Programmazione | Programmazione | Collocazione | Telespettatori | Share | Premiere       | Premiere | Finale         | Finale |
| Edizione | Rete televisiva | Anno | Stagione       | L              | M              | M              | G              | V              | S              | D              | Collocazione | Telespettatori | Share | Telespettatori | Share    | Telespettatori | Share  |
| -------- | --------------- | ---- | -------------- | -------------- | -------------- | -------------- | -------------- | -------------- | -------------- | -------------- | ------------ | -------------- | ----- | -------------- | -------- | -------------- | ------ |
| 1ª       | Italia 1        | 2021 | estate-autunno |                |                |                |                |                |                |                | Prima serata | 795 000        | 4,20% | 774 000        | 4,60%    | 438 000        | 2,80%  |

## Sigla
La sigla del programma è stata la canzone Born Alone Die Alone di Madalen Duke.